# トニー・ストーム
トニー・ストーム（Toni Storm、1995年10月19日 - ）は、ニュージーランド・オークランド生まれオーストラリア育ちの女性プロレスラー。AEW所属。
夫はジュース・ロビンソン。

## 経歴
2009年10月19日、オーストラリアIPWにて13歳でデビューし、以降はイギリスを主戦場とする。
2013年、REINAに初来日。

### WWE（2014, 2015）
2014年のWWEオーストラリアツアーの一環としてメルボルンで行われたトライアウトに参加し、2015年のイギリスツアーにも参加した。

### スターダム（2016 - ）
2016年、 スターダムに来日し、 7月24日にSWA世界王座獲得。10月2日、スターダムとの所属契約が発表された。
2017年4月30日、STARDOM Cinderella tournamentにて優勝。9月18日、STARDOM 5★STAR GP優勝決定戦にて、美闘陽子を下して優勝を果たし、同リーグ戦外国人初優勝かつ21歳11ヶ月で最年少優勝を達成。さらには史上初の春夏連覇を達成した。

### NXT UK（2017 - ）

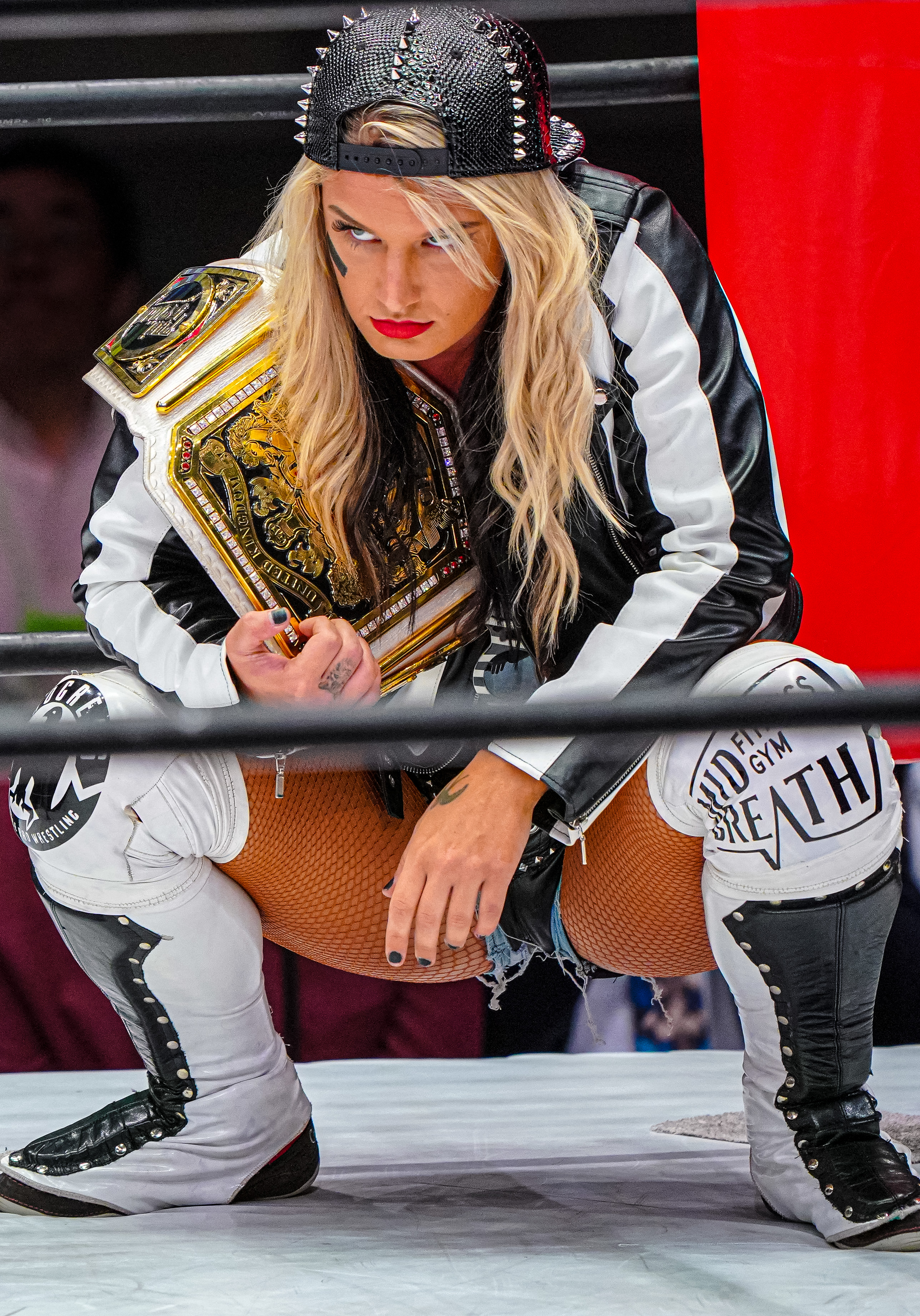
2019年

2017年、4月1日WWEのWWEAxxessに参戦し、試合を行う。8月から9月にかけて、WWEが開催した女子トーナメント「WWEメイ・ヤング・クラシック」に出場、準決勝でカイリ・セインに敗れ敗退。
2018年6月、ロイヤル・アルバート・ホールで開催されたUK王座決定トーナメントで、NXT女子王者シェイナ・ベイズラーに挑戦するも敗北。8月25・26日収録のNXT UK女子王座初代決定トーナメント（WWEネットワーク11月放送）に出場。王座決定戦でリア・リプリーに敗れ、戴冠を逃した。WWEメイ・ヤング・クラシックでは優勝決定戦に進出。エボリューションで開催された優勝決定戦では紫雷イオに勝利、優勝を果たした。
2019年1月12日にはNXT UK初のテイクオーバー:ブラックプールでNXT UK女子王者のリア・リプリーに挑戦。新王者となった。
2021年12月17日（日本時間18日）、サーシャ・バンクスとのタッグでシャーロット・フレアー・ショッツィ組と対戦し、18分55秒、丸め込みでフレアーから3カウントを奪い24日（日本時間25日）にフレアーの保持するWWE・スマックダウン女子王座へ挑戦することが内定。その24日（日本時間25日）のタイトルマッチでは丸め込みでフォール負け。その直後にWWEを退団。アメリカ格闘技メディアの報道によると退団は自身の希望とのことだった。

### AEW（2022 - ）
2022年3月30日（日本時間31日）、オーウェン・ハート財団トーナメント予選でのThe Bunny戦のXとしてAEWマットに登場。その直後にAEW入りが発表された。同トーナメントでは準決勝まで勝ち上がるも、ブリット・ベイカーに敗れた。
6月27日、AEW x NJPW: FORBIDDEN DOORにてサンダー・ロサ相手にAEW女子世界王座に挑むも敗れる。9月4日、All Out 2022で、ロサの怪我により暫定AEW女子世界王者決定戦4wayが行われ、勝利。暫定王者となる。その後、Full Gearでジェイミー・ヘイターに敗れて暫定王座を失うが、後にロサの王座剥奪に伴って正式に王者に認定された。
2023年1月11日、サラヤとタッグを結成し翌週には完全に結託。その後、そのタッグにルビー・ソーホーを加えた3人で3月で「The Outcasts」を結成。その直後からその後行われたDouble or Nothingでは、AEW女子世界王座をヘイターから奪い返した。しかし、8月2日のダイナマイト200で志田光に敗れ、王座を失った。
9月3日、All OutにてソーホーがAEW・TBS王座戦中にスプレー缶攻撃を仕掛けようとしたところそれを阻止。The Outcastsを裏切った格好となった。その後、元相棒のサラヤとAEW女子世界王座を賭し戦ったが敗れた。
10月4日、自身を"タイムレス"トニ・ストームと名乗るようになり、白黒映画時代のハリウッドスターを意識したキャラクターとなる。10月25日からは執事のルーサーと行動を共にする。また、その直後から志田光の王座を再び狙うようになり、11月18日にリマッチが実現し、勝利。AEW女子世界王座に返り咲いた。
また、11月8日からマライア・メイがストームの大ファンとして登場。翌月にはマライアを「代役」および弟子とし、行動を共にする。
4月5日、古巣スターダムのフィラデルフィア大会に登場。マライアの旧タッグパートナーの白川未奈を挑発した。その後、白川とのベルトとマライアを巡る抗争が繰り広げられ、Forbidden Doorで対戦。結果はストームが勝利し、試合後には3人同時にキスし、大団円となった。
しかし、7月10日にマライアがオーウェン・ハート財団トーナメントで優勝を果たした直後、突如マライアの急襲を受け、大流血に追い込まれた。その後、8月25日のオールインでマライアと対戦し敗れ、AEW女子世界王座を失った。
王座喪失後は海外マットを転戦するものの、スターダムでは岩谷麻優とのIWGP女子王座で敗北し、CMLLでも若手選手に敗北するなど、スランプに陥り、一時は引退宣言もした。
12月11日、AEW Dynamiteにて突如としてマライアの前に登場。"タイムレス"の冠を捨て「ロックスター」時代のコスチュームで現れた。復帰後、ストームはまるでAEWでデビューしたばかりであるかのように振る舞い始めた。2025年1月15日、カジノ・ガントレット・マッチに勝利しメイとのタイトル戦権を獲得した後、彼女は「タイムレス」のペルソナに戻り、「ロックスター」の演技はすべて策略だったと明かした。
2025年2月15日、「グランドスラム・オーストラリア」でマライア・メイを破り、4度目のAEW女子世界チャンピオンに返り咲く。3月9日、「Revolution」の「ハリウッド エンディング・マッチ」と銘打たれた再戦でもマライア・メイに勝利し、二人の抗争に終止符が打たれた。

## 人物
- 好きな食べ物はラーメン、ハイボール、ストロングゼロ。
- 「Timeless」という20世紀初頭のファッションや偏執的なハリウッド女優ギミックは 『サンセット大通り』のグロリア・スワンソン、『イヴの総て』のベティ・デイヴィスなど、1950年に製作されたハリウッド映画からインスピレーションを得ている。
- 2021年6月、プライド月間にインスタグラムで、バイセクシュアルであることをカミングアウトしている。

## タイトル歴
WWE
- NXT UK女子王座（第2代）
- WWEメイ・ヤング・クラシック優勝（2018年）

スターダム
- SWA世界王座（第2代）[44]
- ワールド・オブ・スターダム王座（第9代）
- STARDOM 5★STAR GP優勝（2017年）
- STARDOM Cinderella tournament優勝（2017年）

AEW
- AEW世界女子王座（第6代、第8代、第12代、第14代）

スターダムアワード
- 2017年 MVP

Progress Wrestling
- Progress女子王座

Westside Xtreme Wrestling
- wXw女子王座

All Action Wrestling
- AAW女子王座[45]

Impact Pro Wrestling Australia
- IPW豪州女子王座[46][47]
- IPW豪州クルーザー級王座[46][47]
- IPW豪州ハードコア王座[46][47]

Pro Wrestling Alliance Queensland
- PWAQ女子王座[48]